# Wickes (lớp tàu khu trục)
Lớp tàu khu trục Wickes (từ DD-75 đến DD-185) là một nhóm 111 tàu khu trục được Hải quân Hoa Kỳ chế tạo trong những năm 1917-1919. Cùng với 6 chiếc lớp Caldwell dẫn trước và 156 chiếc lớp Clemson tiếp nối, chúng hình thành nên nhóm tàu khu trục "sàn tàu phẳng" (flush-deck) hay "bốn ống khói" (four-stack). Chỉ có một số ít được hoàn tất kịp thời để phục vụ trong Chiến tranh Thế giới thứ nhất. Một số đã được tháo dỡ vào những năm 1930, số còn lại đã phục vụ trong Chiến tranh Thế giới thứ hai; hầu hết được cải biến sang những vai trò khác. Một số đã được chuyển cho Hải quân Hoàng gia Anh Quốc, và một số sau đó được chuyển cho Liên Xô. Tất cả đều bị tháo dỡ trong vòng vài năm sau khi chiến tranh kết thúc.

## Bối cảnh
Tàu khu trục là một lớp tàu chiến đấu tương đối mới đối với Hải quân Mỹ vào thời đó. Chúng xuất hiện nhằm để đối phó lại với tàu phóng lôi vốn được phát triển từ năm 1865, đặc biệt là sau việc phát minh ngư lôi Whitehead tự hành. Trong cuộc Chiến tranh Tây Ban Nha-Hoa Kỳ, người ta thấy có nhu cầu khẩn cấp về một kiểu "tàu diệt tàu ngư lôi" để hộ tống các tàu chiến lớn hơn, đến mức một ủy ban kế hoạch chiến tranh đặc biệt do Theodore Roosevelt đứng đầu đã đưa ra một báo cáo khẩn cấp vốn dẫn đến kiểu tàu này.
Một loạt tàu khu trục được chế tạo sau đó, được thiết kế cho tốc độ lướt nước nhanh, với kết quả không mấy khác biệt nhau. Kinh nghiệm rút ra từ những tàu khu trục ban đầu là nhu cầu đi biển khơi thực sự. Kết quả là kích cỡ của tàu khu trục Hoa Kỳ gia tăng đều đặn, bắt đầu từ 450 tấn và tăng lên trên 1.000 tấn giữa giai đoạn 1905 và 1916. Nhu cầu về một lườn tàu đủ lớn cho tốc độ cao và khả năng hoạt động ngoài biển khơi buộc phải áp dụng nhiên liệu là dầu đốt và động cơ turbine hơi nước với hộp số giảm tốc.
Một nhu cầu khác của Hải quân là tuần tiễu trinh sát. Có ít tàu tuần dương đang hoạt động, trong khi có cả một hạm đội thiết giáp hạm và tàu khu trục. Một báo cáo vào tháng 10 năm 1915 của Đại tá Sims cho thấy tàu khu trục nhỏ tốn nhiều nhiên liệu, trong khi các cuộc tập trận cho thấy nhu cầu về các con tàu nhanh có bán kính hoạt động lớn.
Chiến tranh Thế giới thứ nhất đã bước sang năm thứ hai và sự căng thẳng với Đức ngày càng gia tăng, Hoa Kỳ cần mở rộng hải quân của họ. Đạo luật Hải quân năm 1916 cho phép thành lập một lực lượng hải quân "không thua kém ai", có khả năng bảo vệ cả bờ biển Đại Tây Dương và Thái Bình Dương. Đạo luật chấp thuận chế tạo 10 thiết giáp hạm, 6 tàu chiến-tuần dương lớp Lexington, 10 tàu tuần dương tuần tiễu lớp Omaha và 50 tàu khu trục lớp Wickes.

## Thiết kế
Yêu cầu đặt ra đối với thiết kế mới là tốc độ và việc sản xuất hàng loạt. Việc phát triển chiến tranh tàu ngầm trong Thế Chiến I đặt ra một nhu cầu lớn về số lượng tàu khu trục chưa hề dự định trước chiến tranh. Một tốc độ tối đa 35 kn (65 km/h) cũng cần đến để có thể hoạt động cùng với những tàu chiến-tuần dương lớp Lexington và tàu tuần dương lớp Omaha. Thiết kế cuối cùng có một sàn tàu phẳng và bốn ống khói, một sự tiến hóa dần từ lớp Caldwell dẫn trước. Sự không hài lòng nói chung với thiết kế 1.000 tấn trước đây của các lớp Cassin và Tucker đã đưa đến một kiểu dáng lườn tàu đầy đặn hơn của kiểu sàn tàu phẳng; mạn tàu rộng hơn và sàn tàu phẳng cho phép lườn tàu chắc chắn hơn. Ngoài ra, hệ thống động lực của lớp Wickes có công suất 26.000 hp (19.000 kW), tăng thêm 5.000 hp (3.700 kW) so với lớp Caldwell, cho phép tốc độ tăng thêm 5 kn (9,3 km/h).
Công suất tăng thêm đòi hỏi thêm 100 tấn trọng lượng động cơ và hộp số giảm tốc. Thiết kế bao gồm một lườn tàu phẳng và trục chân vịt gần như ngang bằng để giảm trọng lượng. Vũ khí trang bị tương tự như của lớp Caldwell với bốn khẩu pháo 4 in (100 mm)/50 caliber và 12 ống phóng ngư lôi 21 in (530 mm). Trong khi hỏa lực pháo là tiêu biểu cho tàu khu trục vào thời đó, dàn ngư lôi lại lớn hơn thông thường theo thông lệ của Hoa Kỳ vào lúc đó.
Do việc chế tạo được tiến hành tại mười xưởng đóng tàu khác nhau, có những khác biệt đáng kể về kiểu nồi hơi và turbine trang bị hầu đáp ứng tiến độ chế tạo theo yêu cầu. Tuy nhiên về bản chất chỉ có hai thiết kế căn bản: một cho những chiếc được đóng bởi các xưởng tàu của hãng Bethlehem Steel Corporation (bao gồm cả Union Iron Works), và một được các xưởng đóng tàu còn lại sử dụng do Bath Iron Works chuẩn bị.
Những chiếc trong lớp Wickes bị phê phán có tầm xa hoạt động hạn chế, cầu tàu và các vị trí pháo quá ướt nước. Lớp Clemson cố cải thiện tầm xa hoạt động bằng cách bổ sung thêm 100 tấn dự trữ nhiên liệu, nhưng vấn đề về tầm xa chỉ được giải quyết nhờ việc phát triển kỹ thuật tiếp nhiên liệu trên biển.

## Chế tạo

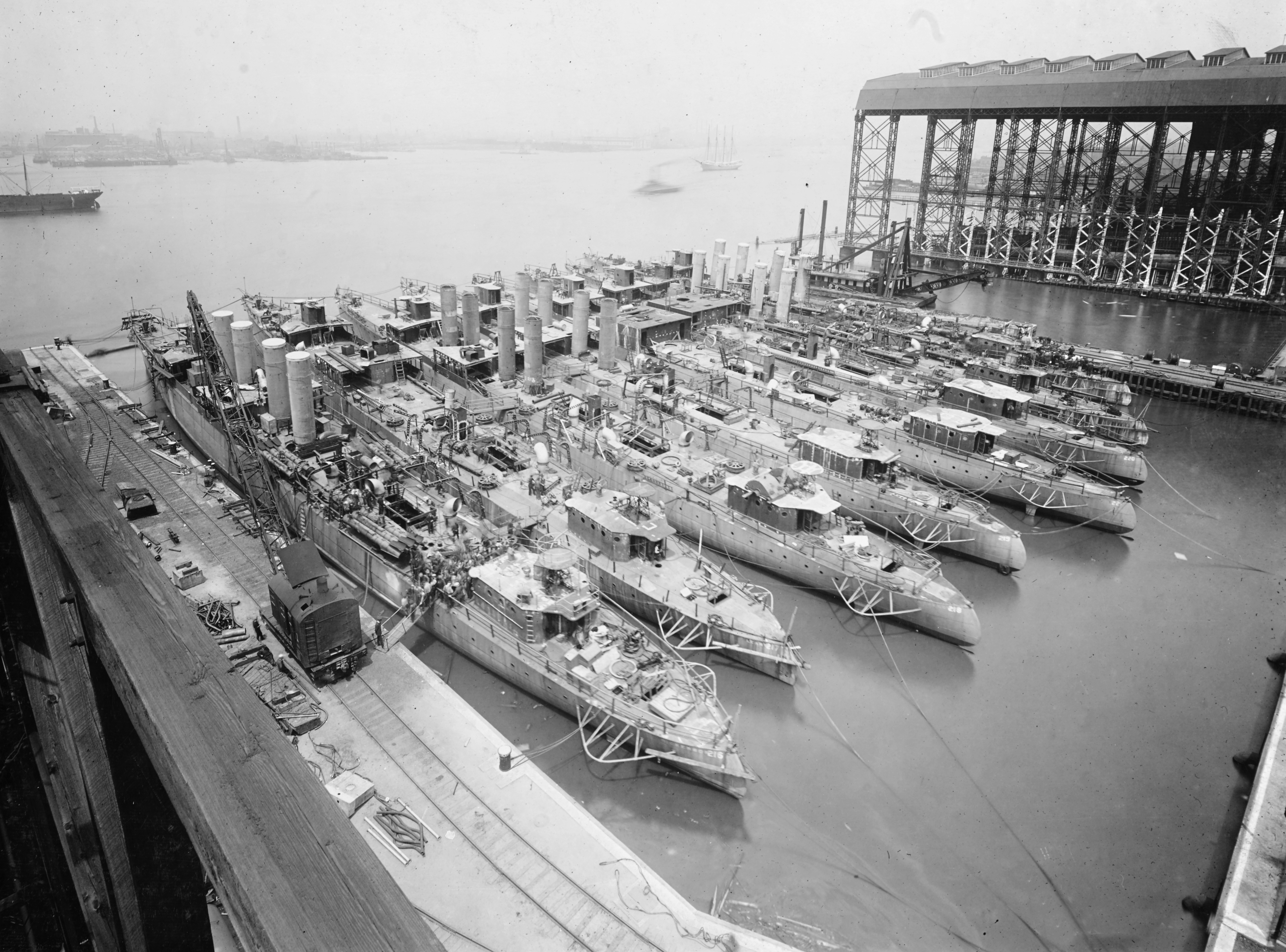
Tám chiếc tàu khu trục thuộc lớp Wickes đang neo đậu tại xưởng tàu New York Shipbuilding Corporation, Camden, New Jersey, năm 1919.

Quốc hội Hoa Kỳ đã chuẩn y việc chế tạo 50 tàu khu trục trong đạo luật năm 1916. Tuy nhiên, nhận thức về mối đe dọa tiềm tàng của tàu ngầm U-boat Đức tại Đại Tây Dương đã khiến có đến 111 chiếc được hoàn thành; chúng được đóng tại các xưởng tàu Bath Iron Works, Bethlehem Steel Corporation, Fore River Shipbuilding Company, Union Iron Works, Xưởng hải quân Mare Island, Newport News Shipbuilding, New York Shipbuilding và William Cramp and Sons. Chương trình này được xem là một bước phát triển công nghiệp đáng kể; việc sản xuất những tàu khu trục này được xem quan trọng đến mức công việc trên các tàu tuần dương và thiết giáp hạm bị trì hoãn để cho phép hoàn tất chương trình. Chiếc đầu tiên trong lớp Wickes được hạ thủy vào ngày 11 tháng 11 năm 1917, và thêm bốn chiếc nữa cho đến cuối năm đó. Chương trình đạt đến cao điểm vào tháng 7 năm 1918 với 17 chiếc được hạ thủy, 15 chiếc trong số đó đúng vào ngày 4 tháng 7.
Chương trình được tiếp tục ngay cả khi chiến tranh kết thúc: 21 chiếc lớp Wickes (và tất cả ngoại trừ 9 chiếc lớp Clemson) được hạ thủy sau khi thỏa thuận ngừng bắn được ký kết vào ngày 11 tháng 11 năm 1918; chiếc cuối cùng trong lớp Wickes được hạ thủy vào ngày 24 tháng 7 năm 1919. Chương trình này khiến Hải quân Mỹ có số tàu khu trục nhiều đến mức tàu khu trục chỉ được đóng mới vào năm 1932.

### Lớp phụ
Một số chiếc trong lớp Wickes còn được một số nguồn xem như là lớp Little, lớp Lamberton hoặc lớp Tattnall để nhấn mạnh xưởng tàu đã đóng chúng và cũng để ghi nhận những khác biệt nhỏ so với các con tàu do Bath Iron Works chế tạo. Trong thực tế một số chiếc không phải của Bath Iron Works thậm chí được đưa vào hoạt động sớm hơn chiếc dẫn đầu Wickes. Lườn của Ward (DD-139) được đặt vào ngày 15 tháng 5 năm 1918, và nó được hạ thủy chỉ 17 ngày sau đó, 1 tháng 6 năm 1918.

## Lịch sử hoạt động

### Phục vụ cùng Hải quân Hoa Kỳ
Chỉ có một số ít chiếc lớp Wickes kịp hoàn tất để phục vụ trong Chiến tranh Thế giới thứ nhất; một số cùng với hạm đội chiến trận và số còn lại trong vai trò hộ tống đoàn tàu vận tải, không có chiếc nào bị mất do chiến tranh. DeLong bị mắc cạn năm 1921, và Woolsey bị chìm sau một va chạm vào năm 1922.
Nhiều chiếc tàu khu trục lớp Wickes được cải biến cho những mục đích khác, bắt đầu ngay từ năm 1920, khi 14 chiếc được cải biến thành tàu rải mìn hạng nhẹ. Sáu chiếc trong số chúng bị tháo dỡ vào năm 1932, được thay thế bởi năm chiếc khác được cải biến. Bốn chiếc khác được cải biến thành tàu phụ trợ hay tàu vận tải vào lúc đó. Trong những năm 1930 có thêm 23 chiếc khác bị bán, tháo dỡ hay đánh chìm như mục tiêu.
Bắt đầu từ năm 1940, nhiều chiếc trong số còn lại cũng được cải biến: mười sáu chiếc được cải biến thành tàu vận chuyển binh lính cao tốc với ký hiệu APD, và tám chiếc thành tàu khu trục quét mìn ký hiệu DMS. Đa số những chiếc còn phục vụ trong Chiến tranh Thế giới thứ hai được tái trang bị với pháo 3 in (76 mm)/50 caliber đa dụng để bảo vệ phòng không tốt hơn. Những chiếc cải biến thành tàu tiếp liệu thủy phi cơ (AVD) có hai khẩu; những chiếc vận chuyển (APD), rải mìn (DM) và quét mìn (DMS) có ba khẩu; trong khi những chiếc giữ lại xếp loại như tàu khu trục được trang bị sáu khẩu. Ngoài ra, một nửa số ống phóng ngư lôi được tháo dỡ trên những chiếc được giữ lại làm tàu khu trục, và tháo dỡ toàn bộ trên những chiếc được cải biến. Hầu hết bị tháo dỡ một nửa số nồi hơi để gia tăng trữ lượng nhiên liệu và tầm xa hoạt động, nhưng làm giảm tốc độ tối đa của chúng xuống còn 25 kn (46 km/h). Số pháo 4 in (100 mm) Mark 9 góc thấp tháo dỡ từ các tàu khu trục được trang bị cho các tàu buôn tuần dương vũ trang để phòng thủ chống tàu ngầm.
Mười ba chiếc thuộc lớp Wickes đã bị mất trong Thế Chiến II khi phục vụ cùng Hải quân Mỹ, số còn lại bị tháo dỡ từ năm 1945 đến năm 1947.

### Phục vụ cùng hải quân các nước khác
Hai mươi hai tàu khu trục lớp Wickes đã được chuyển cho Hải quân Hoàng gia Anh Quốc cùng năm chiếc khác cho Hải quân Hoàng gia Canada theo Thỏa thuận đổi tàu khu trục lấy căn cứ. Đa số chúng cũng được tái trang bị giống như tàu khu trục Mỹ và được sử dụng để hộ tống đoàn tàu vận tải, cho dù một số được sử dụng rất ít nên không đáng để tái trang bị. Chiếc Buchanan, đổi tên thành HMS Campbeltown, đã ngụy trang như một tàu Đức và bị đánh đắm như tàu ụ cản trong cuộc tấn công St Nazaire. Một tàu khu trục khác bị đánh chìm, số còn lại bị tháo dỡ từ năm 1944 đến năm 1947.
Vào năm 1944, bảy chiếc trong lớp đã được Anh Quốc chuyển cho Liên Xô thay cho các con tàu Ý, vốn là phần chiến lợi phẩm mà Liên Xô được chia sau khi Ý đầu hàng. Tất cả chúng đều sống sót qua chiến tranh và bị tháo dỡ từ năm 1949 đến năm 1952.